# Chicken 65

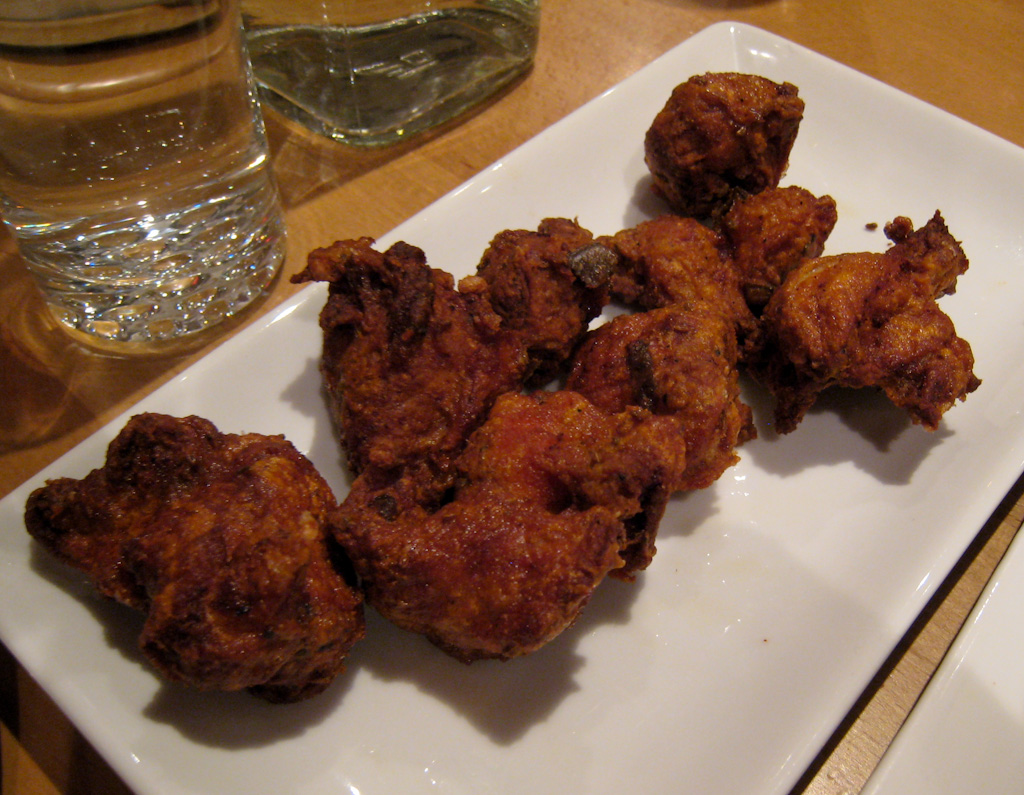
Chicken 65

Chicken 65（チキン65）とは、南インドでよく食される、香辛料を使った鶏肉のから揚げの一種である。酒のつまみ、アントレー、軽食などとして食されることが多い。基本的にはショウガ、カイエンペッパー、マスタードパウダー、ビネガーで味付けされているが、詳細なレシピはさまざまである。使用する鶏肉は、骨付きでも骨なしでもよい。

## 名前について
この料理の名前の由来については、さまざまな説がある。一般には、（もしこれらの仮説の中に正しいものがあるのであれば）どの説が正しいかはだれにも分からない、と考えられている。
- チェンナイにあるBuhari Hotelのレストランで1965年にメニューに加えられたためという説。このホテルでは1978年にChicken 78、1982年にChicken 82、1990年にChicken 90がそれぞれメニューに加わっている[2][3]。
- 鶏肉の下ごしらえの際に65日間マリネするためという説。ただし、この説は材料の鮮度や風味の点から考えにくい。
- インド軍の兵士向けの料理として1965年に作られたためという説。
- ある新進的なホテル経営者が発案した65種類の唐辛子を使っているためという説[4][5][6]。
- 生まれて65日目の鶏の肉を使うためという説。
- 鶏1羽を65個に切り分けて作るためという説。ただし、平均的なサイズの鶏を65個に切り分けた場合、Chicken 65で使う鶏肉よりは小さく、挽肉に近いサイズになってしまう。
- インドには鶏肉の調理法が数多くあるため、そのそれぞれに名前をつける代わりに番号が振られている。Chicken 65という名前はこのナンバリングから来ているという説。